# Августенборг
Августенборг, точнее Аугустенборг (дат. Augustenborg) — город на датском острове Альс, на берегу одноимённого фьорда в коммуне Сённерборг региона Южная Дания. Соединён паромным сообщением с островом Фюн. На 1 января 2021 года в городе проживало 3202 жителя.

## История
Город вырос вокруг резиденции Августенбургского дома — замка Августенборг, который заложил в 1651 году герцог Эрнст Гюнтер Шлезвиг-Гольштейн-Зондербург-Августенбургский. Замок и город были наречены именем его жены Августы Глюксбургской. По итогам войны за Шлезвиг в 1864 году остров Альс отошёл к Германской империи, но был возвращён путём плебисцита в 1920 году.

## Известные уроженцы
- Поль Кристиан Хенрици (1816—1899) — председатель Сената при Императорском дворе.
- Йоханнес Штрайх (1891—1977) — немецкий генерал-лейтенант времен Второй мировой войны.
- Эрнст Витт (1911—1991) — математик, алгебраист.
- Йенс Хакановиц (род. 1980) — баскетболист национальной сборной Дании.
- Бьёрн Полсен (род. 1991) — профессиональный футболист.